# Eagle (module lunaire)
 (juillet 2019).
Si vous disposez d'ouvrages ou d'articles de référence ou si vous connaissez des sites web de qualité traitant du thème abordé ici, merci de compléter l'article en donnant les références utiles à sa vérifiabilité et en les liant à la section « Notes et références ».
Eagle est un module lunaire, utilisé pour la mission Apollo 11, dans lequel étaient Neil Armstrong et Buzz Aldrin.

## Durant la mission Apollo 11
Durant la mission Apollo 11, le module s'est détaché de Columbia le 19 juillet 1969. Le 20 juillet, Armstrong et Aldrin étaient sur la Lune, à un endroit que Collins et le centre de Houston ignoraient durant la mission. Le 21 juillet, les deux astronautes en sont sortis, Armstrong avec 20 minutes d'avance sur Aldrin, pour une durée de sortie totale d'environ 2h30.
Après son redécollage et le retour de l'équipage à bord de Columbia, l'étage de remontée a été abandonné en orbite lunaire, tandis que l'étage de descente est resté à la surface. Bien que son sort final reste incertain, et qu'il est communément admis qu'il a fini par s'écraser sur la Lune, certains calculs du physicien James Meador publiés en 2021 ont montré qu'Eagle pourrait théoriquement être encore en orbite lunaire.